# Lie with Me
Lie with Me (bra: Deite Comigo; prt: Vem Comigo) é um filme de drama erótico canadense de 2005 dirigido por Clément Virgo, baseado no romance homônimo de 2001 de Tamara Faith Berger. O filme é estrelado por Lauren Lee Smith e Eric Balfour. O enredo diz respeito a uma jovem extrovertida e sexualmente agressiva que conhece e começa um tórrido caso com um jovem igualmente agressivo, o que causa tensão em suas vidas pessoais. O filme contém conteúdo sexual gráfico e não simulado. Os protagonistas, Eric Balfour e Lauren Lee Smith, admitiram que as cenas de sexo são reais. Não foram feitas por dublês.
Ambientado e rodado em Toronto (principalmente em The Annex). O filme estreou no Festival Internacional de Cinema de Toronto de 2005.
Faz parte da trilha sonora músicas de Broken Social Scene e Annelise Noronha.

## Sinopse
A câmera lentamente se afasta em uma jovem se masturbando em uma fita de sexo pornô. Ela se levanta abruptamente e sai para uma festa em busca de sexo. Leila descobriu que tem algum poder sobre os homens com o sexo, mas sente que uma parte dela ainda está intacta, se segurando, apesar de sua assertividade. Antes que ela pudesse escolher um parceiro para a noite, ela é encurralada por David, em um banheiro, enquanto sua namorada chama pela porta. Ela vai embora, mas fica de olho em David enquanto pega um cara tímido, com quem faz sexo contra uma cerca do lado de fora, enquanto David observa de seu carro enquanto sua namorada, Victoria (Polly Shannon) faz sexo oral nele. Leila está no controle total de seu encontro, enquanto David permanece completamente passivo.
Em seguida, ele a vê descendo a rua e a segue. Ela sorri, mas não fala com ele e começa a correr, levando-o a um parquinho. Eles se agacham dentro de um pequeno túnel e se observam enquanto ela começa a se tocar. Mas desta vez ele vai embora.
Quando Leila vê David novamente, eles finalmente se falam e ele a leva para casa, onde eles fazem sexo. Ele pergunta a Leila se ela vai sair com ele em um encontro de verdade, dando-lhe o número dele quando ela for embora.
Eles finalmente saem e começam um romance de verdade. Ela conhece o pai dele, que é fisicamente frágil, mas muito engraçado, brincando com ela sobre fazer sexo e fazer barulho em seu apartamento. David cuida muito ternamente de seu pai, que é encantadoramente brusco. Leila ainda está nervosa, embora não se intimide quando a antiga namorada de David, Victoria (Polly Shannon) a confronta em seu trabalho, avisando-a de que David tem problemas de intimidade. Quando eles voltam para o clube novamente, Leila dança sugestivamente com dois homens enquanto observa a reação de David, e ele fica magoado e com raiva quando eles voltam para sua casa. Ela afasta seus medos quando ele confessa que não pensa em nada além dela, que ele precisa dela, mas ela age como se tudo fosse um jogo. Ele implora a ela que prometa que não o deixará, e ela o faz, mas ela mesma não acredita.
Quando David encontra seu pai morto, ele se volta para Leila em busca de consolo, mas ela não sabe como consolá-lo. Isso leva a um conflito e termina com ele pedindo a ela para ir embora. Mais tarde, ele reconsidera; mas ele não consegue encontrar Leila novamente, já que nada sabe sobre ela, exceto seu primeiro nome. Leila acha seu mundo sexual cada vez mais insatisfatório e fica cada vez mais frustrada. Ela pega o cara tímido novamente, mas o ataca com raiva quando ele é incapaz de seguir seus comandos peremptórios, e o expulsa de seu apartamento com nojo.
Leila passa um tempo com os pais enquanto eles seguem caminhos separados e se prepara para o casamento enquanto o verão está chegando ao fim. Enquanto ela vai de bicicleta para a cerimônia, David a vê e a segue em seu caminhão. Ele espera do lado de fora da sinagoga e se aproxima dela enquanto todos correm para a calçada após o casamento, e então Rachel (Kristin Lehman) agarra a mão de Leila e ela chama David, perguntando se ele está vindo. Na recepção, David observa Leila dançar com um velho, mas ela foge novamente quando ele se aproxima dela. Desta vez, ele a segue por todo o caminho para casa, e por todo o caminho para dentro, dizendo que não vai deixá-la novamente. Eles se reencontram e o filme termina com os dois se beijando apaixonadamente.[carece de fontes?]

## Elenco
- Lauren Lee Smith como Leila
- Eric Balfour como David
- Polly Shannon como Victoria
- Mayko Nguyen como Kika
- Michael Facciolo como rapaz tímido
- Kate Lynch como Marla
- Ron White como Ben
- Kristin Lehman como Rachel
- Don Francks como Joshua
- Richard Chevolleau como Vigorous
- Frank Chiesurin como Joel
- Nicola Lipman como Rabino
- Theresa Tova como cantora de casamentos russa
- John Paul Buccat como Hooker

## Recepção
Lie with Me recebeu uma classificação de 38% "Rotten" no Rotten Tomatoes. Escrevendo para a Variety, Leslie Felperin diz que "as lentes de Barry Stone, favorecendo uma luz vespertina suave do norte para as cenas de sexo em particular, parecem sonhadoras por toda parte", mas que "com seu último ato prolongado e final sentimental, [este] filme está muito longe de ser o "Último Tango em Paris" da Geração Y que gostaria de pensar que é".
Ron Mashate, escrevendo para a Stylus Magazine, concordou em parte:
"Semelhante ao bem recebido Rude (1995) de Virgo, Lie with Me trata de capturar um clima distinto. Em uma entrevista de 2005 para a NOW Magazine, Virgo explica suas intenções com relação ao filme posterior:
'Quando eu li o livro, não era sobre a história, era sobre esse sentimento que o livro evocou em mim, esse tipo de energia visceral e crua, era como o que eu senti quando me apaixonei pela primeira vez, que aspecto sexual de se apaixonar. Esse foi o desafio para mim, pegar uma narrativa baseada na trama e capturar uma emoção.'
Certamente Virgo economizou na narrativa em favor do clima. Às vezes, o filme sai inerte e sem rumo, sem um conflito aparente. A versão Bee Hives de Lover's Spit se afirma, representando o telos de Virgo: sinuosidade, elegíaca, inacessível. E se Woody Allen escreve cartas de amor para Nova York, Virgo está tentando o equivalente epistolar com Toronto."